# Prizvučna flauta
Prizvučna flauta je vrsta flaute koja je dizajnirana za sviranje u gornjim harmonicima, obično znatno iznad dva ili tri harmonika koji su praktična granica za većinu drvenih puhačkih instrumenata.Drugi mogući naziv bio bi alikvotna flauta ili alikvotna svirala.
Prizvučna flauta ili nema rupe za tonove ili ima relativno malo tonskih rupa za drveni puhački instrument. Za stvaranje melodija svira se visoko u nizu prizvuka. Jedan niz harmonika postiže se prepuhavanjem s otvorenim krajem cijevi, a drugi se postiže sa zatvorenim krajem; kada je kraj flaute zatvoren, tipka pada za jednu oktavu i samo neravni harmonici mogu iskočiti. To znači da će prizvučne flaute bez tonskih rupa proizvoditi uglavnom note prisutne u prirodnoj ljestvici, dok se određene note mogu malo izmijeniti djelomičnim pokrivanjem kraja flaute.
Cijev flaute obično ima relativno dugu rezonantnu komoru u usporedbi s njihovim unutarnjim promjerom ili površinom poprečnog presjeka, što potiče instrument da rezonira u višim harmonicima. Prizvučna flauta u G ključu, s unutarnjim promjerom od 1", zahtijevat će više napora da svira više harmonike nego prizvučna flauta u istom tonalitetu, s unutarnjim promjerom od 1/2". Na primjer, omjer 1 : 30 za unutarnji promjer prema duljini omogućuje sviranje vrlo visokih harmonika uz malo napora.

## Primjeri
- Kalyuka, ruska i ukrajinska prizvučna flauta. Tradicionalno, Kalyuka je bila izgrađena od šuplje biljne stabljike. Zbog krhke prirode stabljike instrument se svirao sezonski.

- Tylynka/tilinkó/tilinca, ukrajinska/hutsulska, mađarska i rumunjska prizvučna flauta.

- Telenka, zajedno sa sopilkom (ukrajinski: copilka), istaknuti je instrument u pjesmi Kalush Orchestra Stefania koja je pobijedila na Eurosongu za Ukrajinu 2022.

- Vrbova svirala, skandinavska prizvučna flauta

- Pitkähuilu, finska prizvučna flauta[3]

- Fujara, slovačka prizvučna bas flauta. Također poznata kao "pastirska frula", Fujaru su godinama razvijali pastiri u Slovačkoj i Poljskoj. Fujara uključuje ono što danas znamo kao dursku ljestvicu. Postoje tri rupe za sviranje, puna ljestvica se svira prepuhavanjem od 4. ljestvice (sve rupe otvorene - 1. harmonik), do 5. (sve rupe zatvorene - 2. harmonik).

- Koncovka, slovačka prizvučna flauta. Koncovka je vrlo slična Kalyuki.
- Choctaw prizvučna flauta[4]
- Peul (Fulani), prizvučna flauta iz zapadne Afrike[5]
- Umtshingo, zulu prizvučna flauta[6]
- Svete prizvučne flaute Papue Nove Gvineje[7]
- Txistu, baskijska prizvučna flauta s 3 rupe[8]
- Abuelo, prizvučna flauta iz Južne Amerike[9]